# Marcel Lambrichs
Marcel Lambrichs (Sint-Joost-ten-Node, 5 juli 1917 - Elsene, 17 maart 1986) was een Belgisch architect. Hij was betrokken in de jaren vijftig en zestig bij heel wat grote kantorencomplexen in het Brusselse en hanteerde daarbij een bouwstijl van doorgedreven functionalisme. Lambrichs was ook actief in Leopoldstad in Congo.

## Biografie
Lambrichs groeide op in Brussel als zoon van architect Charles Lambrichs. In 1936 ging hij architectuur studeren aan de Koninklijke Academie voor Schone Kunsten van Brussel. Tijdens de Tweede Wereldoorlog werd hij als oorlogsgevangene gedeporteerd naar Silezië maar kon ontsnappen. In 1944 behaalde hij zijn diploma en liep stage in het atelier van Henry Lacoste.
In de jaren vijftig ontwierp hij het modernistisch schoolgebouw van het Koninklijk atheneum van Elsene en maakte hij deel uit van de associatie van architecten die de plannen voor het Rijksadministratief Centrum ontwikkelden, dat van 1958 tot 1968 werd gebouwd in het centrum van Brussel, boven op de kokers van de Noord-Zuidverbinding. 
Tegelijkertijd was hij ook actief in Belgisch-Congo waar hij een bouwstijl hanteerde van tropisch modernisme en de plannen ontwierp van de residentie van de gouverneur-generaal (1951 - tegenwoordig Palais de la Nation en de ambtswoning van de Congolese president), de Spaarkas (1953) en het complex Le Cinquantenaire (1956).
Terug in België bouwde hij eind jaren zestig en begin jaren zeventig als vervolg van de werken aan het Rijksadministratief Centrum aan de Financietoren. In de omgeving ontwierp hij ook mee het Pachecogebouw, de zetel van het Gemeentekrediet van België aan de Parchecolaan en het centrum Passage 44, aan de Pachecolaan 44. In de jaren zeventig bouwde hij kantoorruimte voor de Algemene Spaar- en Lijfrentekas.